# Ceractinomorpha
De onderklasse der Ceractinomorpha is een onderdeel van de klasse der Demospongiae (gewone sponzen). Deze onderklasse bevat sponzen in verschillende maten en soorten, in totaal circa 3300 soorten.
De soorten uit de onderklasse bevatten allemaal een skelet, bestaande uit kiezelnaalden en organische vezels.

## Taxonomie
- Orde Agelasida
- Orde Dendroceratida
- Orde Dictyoceratida
- Orde Halichondrida
- Orde Halisarcida
- Orde Haplosclerida
- Orde Poecilosclerida
- Orde Stromatoporoidea
- Orde Verongida
- Orde Verticillitida